# Змајарство
Змајарство је један од ваздухоловних спортова. То је рекреациони и такмичарски спорт сродан ваздухопловном једриличарству, али који користи много једноставнију конструкцију која се састоји од металног костура преко кога је разапето платно - змаја, са пилотом који виси у везама испод крила и који контролише лет мењањем положаја тежишта.
Прве експерименте са планирајућим летом радио је пионир ваздухопловства, Ото Лилијентал, у току касног 19. века. Те летјелице би данас могли да класификујемо као змајеве.
Модерне змајеве измислио је Насин техничар Францис Рогало (Francis Rogallo) 1948. године када је пронашао флекскит (Flexkite). Делта крило НАСА је намеравала да употреби као систем за повратак астронаута на земљу.

## Референцe
1. ↑  „Змајарство”. Бесплатан спорт. Архивирано из оригинала 23. 10. 2019. г. Приступљено 23. 1. 2018.